# Stanisław Szreński
Stanisław Szreński herbu Dołęga (ur. 1481, zm. 1531) – kasztelan wiski w roku 1497, wojewoda płocki w latach (1507–1510), vicesgerent, wojewoda mazowiecki.
Podpisał konstytucję Nihil novi na sejmie w Radomiu w 1505 roku.